# John Collins (Rhode Islandpolitiker)
John Collins, född 1717, död 4 mars 1795, var den tredje guvernören av delstaten Rhode Island i USA.

## Tidigt liv
Collins föddes i Newport, Rhode Island, som son till Samuel och Elizabeth Collins.
Collins var ståndaktig i sitt förespråkande av självständighet för de tretton kolonierna. Han var en beundrare av George Washington, och valdes av den dåvarande guvernören i Rhode Island 1776 för att befordra ett brev till Washington för att informera denne om kolonins ställning och be om råd om de bästa metoderna för dess försvar.
Senare, år 1782, fick han uppdraget att ta ett uttalande till Kontinentala kongressens president om Rhode Islands skäl för att säga nej till lagförslaget Impost Act.

## Guvernör
Under amerikanska revolutionen bestod Rhode Island huvudsakligen av jordbruksbygd och därmed motsatte sig invånarna de restriktioner som skulle följa av en nationell regering. Inom delstaten förespråkade jordbrukarintressena starkt en pappersvaluta. Collins tog upp denna fråga och valdes 1786 till guvernör. Under hans tid i ämbetet återupptogs utgivandet av papperspengar, som annars hade avbrutits periodvis sedan 1750. Det fastslogs i lag att om någon borgenär skulle vägra att ta betalt i delstatens pengar, skulle gäldenären kunna betala genom att sätta ned pengar hos någon av de statliga domstolarna. Denna lag ledde till rättsfallet Trevett vs. Weeden, vars domskäl antyder rätten för en domstol att förklara lagar grundlagsstridiga.
Collins representerade Rhode Island 1778 vid Kontinentala kongressen och fortsatte tjänstgöra där till maj 1781, då han ersattes av William Ellery. Han återvaldes dock 1782 och satt kvar till 1783.
Fram till 1790 motsatte sig Rhode Island ett konstitutionellt konvent för att skapa en federation. Den 17 januari det året sanktionerade dock Rhode Island detta genom en majoritet av en röst i senaten. Den avgörande rösten lades av Collins, som hade kommit att inse fördelarna med en federal koppling. Rösten kostade honom popularitet och guvernörsposten. Senare valdes han dock till första mandatperioden i USA:s kongress, men han beträdde aldrig sitt mandat.

## Familj
Collins var gift med Mary, dotter till John Avery från Boston, och deras dotter Abigail gifte sig med John Warren. Collins avled i Newport och begravdes på sin gård "Brenton Neck" nära staden.